# Tino Edelmann
Tino Edelmann (* 13. April 1985 in Annaberg-Buchholz) ist ein ehemaliger deutscher Nordischer Kombinierer, der neun Medaillen bei Großereignissen gewinnen konnte.

## Werdegang
Edelmann startete für den SC Motor Zella-Mehlis. Er gewann bei Juniorenweltmeisterschaften in Einzelwettbewerben dreimal Silber und einmal Bronze sowie dreimal Gold und einmal Silber mit der Mannschaft. Darunter 2002 gemeinsam mit Florian Schillinger, Christian Beetz und Björn Kircheisen und 2003 gemeinsam mit Marco Kühne, Beetz und Kircheisen,

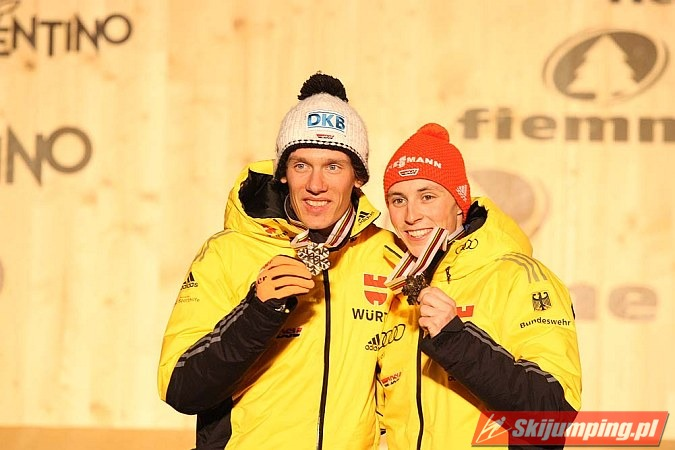
WM-Bronze 2013 beim Teamsprint
mit Eric Frenzel

Edelmann war 2005 Mitglied des deutschen Teams bei den Nordischen Skiweltmeisterschaften in Oberstdorf, wo er mit Rang 18 im Sprint sein bestes Resultat erzielte. Nach einer schwächeren Saison 2005/2006 stieg er in den B-Weltcup ab, den er aber zu Beginn der Saison 2006/2007 dominierte, was ihm den sofortigen Wiederaufstieg einbrachte. Bei den Nordischen Skiweltmeisterschaften 2007 in Sapporo gewann er mit der Mannschaft die Silbermedaille in der Staffel. Im Dezember 2007 feierte er in der Ramsau seinen ersten Podestplatz als Dritter im Sprintwettbewerb.
Am 3. Januar 2009 war Edelmann beim Teamwettbewerb in Schonach das erste Mal Sieger in einem Weltcupwettbewerb. Bei den Weltmeisterschaften 2009 in Liberec errang er am 20. Februar 2009 im erstmals ausgetragenen Massenstartwettbewerb den zweiten Platz. Am 6. Dezember 2009 gelang ihm in Lillehammer der erste Sieg in einem Weltcup-Einzelwettbewerb. In der Gesamtwertung erreichte er mit dem fünften Rang in dieser Saison seine bisher beste Platzierung. Dabei gewann er am 6. Dezember 2009 den Wettbewerb in Lillehammer. Mit dem Team war er am 24. Januar 2010 in Schonach siegreich. Bei den Olympischen Spielen 2010 in Vancouver gewann Edelmann gemeinsam mit Björn Kircheisen, Eric Frenzel und Johannes Rydzek die Bronzemedaille im Teamwettbewerb – obwohl er nur eine geringe Weite sprang und im Lauf stürzte.
Am 26. Februar 2011 feierte Tino Edelmann bei den Nordischen Skiweltmeisterschaften in Oslo beim Sieg seines Teamkollegen Eric Frenzel seine zweite Einzel-Silbermedaille, als im Zielsprint sein Konkurrent Felix Gottwald stürzte. Zwei Tage später wurde er Vizeweltmeister mit der deutschen 4 × 5-km-Staffel. In den beiden folgenden Wintern konnte Edelmann neben einigen Podestplatzierungen zwei weitere Weltcup-Einzelsiege am 26. November 2011 in Kuusamo und am 12. Januar 2013 in Chaux-Neuve verbuchen.
Am 12. Januar 2014 gewann er mit Fabian Rießle den Teamsprint in Chaux-Neuve und am 15. Januar 2014 war er Teil des siegreichen Teams in Oberstdorf. Bei den Olympischen Spielen 2014 in Sotschi belegte Edelmann von der Normalschanze den neunten Platz. Im zweiten Einzel- und im Teamwettbewerb wurde er nicht eingesetzt.
Bei den Weltmeisterschaften 2015 in Falun wurde Edelmann zum ersten Mal Weltmeister, als er im Teamwettbewerb zusammen mit Eric Frenzel, Fabian Rießle und Johannes Rydzek den Teamwettbewerb gewann und dabei für Deutschland die erste Goldmedaille in dieser Disziplin nach 28 Jahren holte.
Am 4. November 2016 verkündete er seinen sofortigen Rücktritt vom Leistungssport.
Für seine sportlichen Erfolge wurde er 2010 von Bundespräsident Köhler mit dem Silbernen Lorbeerblatt ausgezeichnet.

## Erfolge

### Medaillen
Olympische Winterspiele
- Vancouver 2010: Bronze Team

Weltmeisterschaften
- Sapporo 2007: Silber Team
- Liberec 2009: Silber Massenstart, Silber Team
- Oslo 2011: Silber Gundersen NH, Silber Team NH, Silber Team LH
- Val di Fiemme 2013: Bronze Teamsprint
- Falun 2015: Gold Team NH

### Weltcupsiege im Einzel
| Nr. | Datum             | Ort         | Disziplin |
| --- | ----------------- | ----------- | --------- |
| 1.  | 6. Dezember 2009  | Lillehammer | Gundersen |
| 2.  | 26. November 2011 | Kuusamo     | Gundersen |
| 3.  | 12. Januar 2013   | Chaux-Neuve | Gundersen |

### Weltcupsiege im Team
| Nr. | Datum            | Ort         | Disziplin    |
| --- | ---------------- | ----------- | ------------ |
| 1.  | 6. Dezember 2009 | Schonach    | Staffel 1    |
| 2.  | 13. Januar 2013  | Chaux-Neuve | Teamsprint 2 |
| 3.  | 12. Januar 2014  | Chaux-Neuve | Teamsprint 3 |
| 4.  | 25. Januar 2014  | Oberstdorf  | Staffel 4    |
| 5.  | 3. Januar 2015   | Schonach    | Staffel 5    |

### B-Weltcup-Siege im Einzel
| Nr. | Datum             | Ort               | Disziplin        |
| --- | ----------------- | ----------------- | ---------------- |
| 1.  | 7. März 2003      | Kuusamo           | Sprint           |
| 2.  | 13. März 2003     | Trondheim         | Sprint           |
| 3.  | 5. Dezember 2003  | Rovaniemi         | Sprint           |
| 4.  | 10. Dezember 2006 | Steamboat Springs | Sprint           |
| 5.  | 15. Dezember 2006 | Park City         | Sprint           |
| 6.  | 16. Dezember 2006 | Park City         | Hurricane Sprint |

## Statistik

### Platzierungen bei Olympischen Winterspielen
| Jahr und Ort   | Wettbewerb   | Wettbewerb   | Wettbewerb |
| Jahr und Ort   | Gundersen NS | Gundersen GS | Team       |
| -------------- | ------------ | ------------ | ---------- |
| 2010 Vancouver | 18.          | 29.          | 03.        |
| 2014 Sotschi   | 09.          | –            | –          |

### Platzierungen bei Weltmeisterschaften
| Jahr und Ort       | Wettbewerb   | Wettbewerb   | Wettbewerb | Wettbewerb  | Wettbewerb | Wettbewerb | Wettbewerb |
| Jahr und Ort       | Gundersen NS | Gundersen GS | Sprint     | Massenstart | Team NS    | Team GS    | Teamsprint |
| ------------------ | ------------ | ------------ | ---------- | ----------- | ---------- | ---------- | ---------- |
| 2005 Oberstdorf    | DSQ          | –            | 18.        | –           | –          | –          | –          |
| 2007 Sapporo       | –            | –            | 11.        | –           | –          | 02.        | –          |
| 2009 Liberec       | 09.          | 07.          | –          | 02.         | –          | 02.        | –          |
| 2011 Oslo          | 02.          | 15.          | –          | –           | 02.        | 02.        | –          |
| 2013 Val di Fiemme | 21.          | DNS          | –          | –           | 06.        | –          | 03.        |
| 2015 Falun         | 20.          | 09.          | –          | –           | 01.        | –          | –          |

### Weltcup-Platzierungen
| Saison  | Platz | Punkte |
| ------- | ----- | ------ |
| 2003/04 | 29.   | 129    |
| 2004/05 | 18.   | 232    |
| 2005/06 | 35.   | 139    |
| 2006/07 | 18.   | 203    |
| 2007/08 | 12.   | 362    |
| 2008/09 | 08.   | 593    |
| 2009/10 | 05.   | 641    |
| 2010/11 | 09.   | 389    |
| 2011/12 | 08.   | 685    |
| 2012/13 | 06.   | 523    |
| 2013/14 | 15.   | 304    |
| 2014/15 | 16.   | 258    |
| 2015/16 | 24.   | 156    |

### Platzierungen bei Deutschen Meisterschaften
| 2001 Oberhof      | 09. | 14. | –   |
| 2002 Winterberg   | 12. | 11. | –   |
| 2004 Oberstdorf   | 03. | 11. | –   |
| 2005 Hinterzarten | 02. | 07. | –   |
| 2006 Oberhof      | 06. | 08. | –   |
| 2009 Garmisch     | 01. | –   | 01. |
| 2010 Oberhof      | –   | –   | 03. |
| 2012 Klingenthal  | 03. | –   | –   |
| 2014 Hinterzarten | 04. | –   | 04. |
| 2015 Oberstdorf   | 10. | –   | 05. |

## Auszeichnungen
- 2015: Sportler des Jahres mit der Mannschaft